# Plouasne
Plouasne (bret. Plouan) – miejscowość i gmina we Francji, w regionie Bretania, w departamencie Côtes-d’Armor.
Według danych na rok 1990 gminę zamieszkiwało 1440 osób, a gęstość zaludnienia wynosiła 43 osoby/km² (wśród 1269 gmin Bretanii Plouasne plasuje się na 435. miejscu pod względem liczby ludności, natomiast pod względem powierzchni na miejscu 220.).